# 比尔·哈斯特
比尔·哈斯特（1910年12月30日—2011年6月15日），迈阿密蛇类实验室的主管，该实验室位于佛罗里达州迈阿密附近，是一家生产蛇毒用于医学和科学研究的机构。 比尔·哈斯特从少年时期就开始从毒蛇口中收集蛇毒。在1947年到1984年间，他经营着迈阿密养蛇场，在那里进行收费的蛇毒抽取表演，这里甚至成为了一个旅游景点。
哈斯特通过徒手抓住毒蛇头部，强迫其刺穿带有橡胶薄膜的小玻璃瓶来收集蛇毒。到2008年上半年为止，他一生中共被毒蛇咬伤172次。

## 早期生活和教育
1910年哈斯特出生于新泽西佩特森。11岁在童军夏令營时，他开始对蛇感兴趣。一年后在参加夏令营时，他试图抓住一条木纹响尾蛇时被咬伤，这是他第一次被蛇咬。他采取了当时标准的蛇伤急救程序，在伤口处进行十字切割，并涂抹高锰酸钾，然后他徒步行走了4英里来到夏令营的急救营地，当时他的手臂已经肿起来了。他急着找医生，但是很快就康复了，并没有采取进一步的治疗措施。他的第二次被咬是在同一年的不久之后，来自一条4英尺长的銅頭蝮。当时他携带着蛇伤急救包，让他的一位朋友为他注射了抗毒血清，这次受伤让他在医院里住了一个星期。
哈斯特开始采集各种蛇，他的母亲最初反对，后来同意他在家里面养蛇。很快他学会了抓蛇，发现木纹响尾蛇很容易对付，于是他让这条蛇躺在他的膝盖上，拍了一张照片。15岁时他开始从他的毒蛇中抽取毒液，并在16岁时辍学。

## 职业生涯
19岁时，他投奔了另一个同好者，这人在佛罗里达的路边开了一家蛇类展览馆。在那里他和一个走私烈酒的人一起住在佛罗里达大沼泽地的边缘，很快变得善于捕捉各种蛇。
哈斯特最后回了家，他母亲在湖边的度假中心租了一家小卖部，然后他在旁边开了一家蛇类展馆。在这里他遇到了他的第一任妻子，安（Ann），并和她一起私奔了。他们搬到了佛罗里达，使哈斯特可以追求他开一家养蛇农场的梦想。妻子怀孕后，他所工作的一家地下酒吧被国税局查抄，于是哈斯特丢掉了工作。他们又回到了新泽西，哈斯特在那里开始学习飞机修理，并在4年后获得了证书。

带着他的证书，他来到了迈阿密开始为泛美航空工作。美国加入二战后，他开始作为飛航工程師在美國陸軍航空兵團的泛美航空民航飛機上服役。这些航线将他带到了南美、非洲和印度，他从这些地方购买毒蛇，将它们带回美国，其中包括他的第一条眼镜蛇。
那时候没有法律来禁止这种事情，但是机组成员并不喜欢它。——比尔·哈斯特

### 养蛇场
1946年，哈斯特觉得他已经攒够了足够的钱开办他的养蛇场。他卖掉了自己的房子，在南迈阿密1号公路旁边买了一块地，开始建造养蛇场。它的妻子安并不同意，这最终导致了他们的离婚。哈斯特获得了他的儿子小比尔的监护权，继续建造他的养蛇场，同时还继续为泛美航空工作。在这期间他遇到了他的第二任妻子，Clarita Matthews，并结了婚。养蛇场于1947年底开业，并未完工。在前5年，比尔和他的妻子、儿子是养蛇场仅有的工作人员。小比尔被毒蛇咬了4次，然后对蛇失去了兴趣，并离开了养蛇场。
到1965年，养蛇场一共有500多条蛇，分别养在400多个笼子和庭院中的3个养殖坑中。哈斯特每天从多达60种毒蛇抽取毒液70到100次，通常在付费的观众面前表演。他将蛇释放在他面前的桌面上，徒手抓住毒蛇，然后强迫它们释放毒液到蒙有橡胶膜的玻璃瓶中。
开办养蛇场后不久，哈斯特就开始了自己的耐毒性实验，通过向自己注射逐渐增加的抽取的毒液剂量，以获得对眼镜王蛇、印度眼鏡蛇和黃金眼鏡蛇的免疫能力。1954年他被印度环蛇咬伤，开始他以为他对眼镜蛇的免疫能力能够保护自己，于是继续日常活动了数小时。但是蛇毒最终还是起了作用，他被送到医院，用了几天时间才康复，为了治疗这次蛇毒，从印度空运来了一份印度环蛇的抗毒血清，但是当血清经过48小时的航程送到之后，他并无需使用血清。在开始他的抗毒实验后不到一年，他开始第一次被眼镜蛇咬。50年代期间，他被眼镜蛇咬了大概20次。1962年，第一次被眼镜王蛇咬伤。他还被绿曼巴蛇咬过。哈斯特多次献出他的血液，用于救治那些被蛇咬伤但是找不到合适的血清的受害者，20多人得到了康复。
1949年，他开始向迈阿密大学的医学研究者提供蛇毒，用于脊髓灰质炎（小儿麻痹症）的治疗实验。实验获得了鼓舞人心的结果，但是一直到1955年，索尔克的小儿麻痹症疫苗发布时，仍处于初步临床试验阶段。
1977年9月5日，一个6岁的小男孩坐在养蛇场的鳄鱼饲养坑周围的墙上，掉进了坑里面，被一条12英尺长的鳄鱼前扑10英尺的距离后抓住。男孩的父亲和另一个人，Nicolas Caulineau，勇敢的跳进了饲养坑，抓住了鳄鱼。尽管如此，男孩已经被严重咬伤并且浸水窒息，最终还是死了。
这个事件对比尔哈斯特打击很大。他用一把鲁格手枪对这条1800磅的鳄鱼连开了9枪，鳄鱼1小时后才死亡。在这之前，这条鳄鱼在养殖坑相安无事的生活了20年。小男孩的死带来的精神创伤最终迫使哈斯特关闭了南迪克西公路旁的养蛇场。尽管男孩的父亲并没有将儿子的死怪罪于他，哈斯特仍然告诉记者，无论如何，他不想再和养蛇场有任何关系，也不会再在那里养鳄鱼。不过这次事件并没有结束他对蛇毒的研究兴趣。

## 晚年生活
1984年，哈斯特关闭了养蛇场，搬到犹他州生活了数年。1990年他带着他的蛇又搬到了佛罗里达州蓬塔戈尔达，在那里他建立了迈阿密蛇类实验室。2003年他被一条马来半岛蝮蛇咬伤，他的手经受了蛇毒引起的组织损伤，最终失去了一根手指。这次受伤后，他放弃了徒手抓捕毒蛇，并且不再继续在他的机构中保留毒蛇。 他继续让他的妻子为他注射小剂量的蛇毒，持续到2008年。 2008年8月《佛州趋势》杂志的一次采访中，他说：“变老是一件困难的事。有时候，你感觉自己没用了。不过，我一直感觉我会活这么久，这是一种直觉。我总是告诉别人我会活过100岁，我仍然这么认为。这是蛇毒的原因吗？我不知道。”
哈斯特于2010年12月度过了他的100岁生日， 死于2011年6月15日。